# Subwoolfer
Subwoolfer је норвешки поп дуо који ће представљати Норвешку на Песми Евровизије 2022. са песмом „Give That Wolf a Banana“ након победе на Melodi Grand Prix 2022. Идентитет двојца тада није био познат и су себе називали Кит и Џим, али на Melodi Grand Prix 2023 откривају да су Бен Адамс и Гауте Ормасен

## Историја
Дуо је објавио измишљену причу о свом пореклу. Кажу да је дуо настао пре 4,5 милијарди година на Месецу. Бројне спекулације су покренуте и објављене на друштвеним мрежама о идентитету чланова двојца. Међу именима која се приписују дуу су Гауте Ормасен, Бен Адамс и браћа Јилвис .

## Песма Евровизије 2022.
Дана 10. јануара 2022, НРК је открио да ће се Subwoolfer такмичити на Melodi Grand Prix 2022., норвешком националном финалу за Песму Евровизије 2022. Нису открили свој идентитет, а током наступа су носили жуте стилизоване маске вука, рукавице и одело. Име бенда је комбинација речи сабвуфер (subwoofer) и вук (wolf).
Subwoolfer је најављен као део уметника који су се претквалификовали за финале Melodi Grand Prix 2022. са песмом „Give That Wolf a Banana“. Своју песму су требали да представе први пут уживо 29. јануара 2022, у трећем кругу такмичења, али је због позитивног теста на ковид 19 њихов наступ отказан. Уместо тога, извели су своју песму у четвртом кругу, а Норткид је наступио у трећем. После наступа у финалу, 19. фебруара, су победили на такмичењу са 368 106 гласова.
Победом у националном финалу, Subwoolfer постаје представник Норвешке на избору за Песму Евровизије 2022, а требало би да наступи у другој половини првог полуфинала 10. маја 2022. у Торину, Италија.
11. фебруара 2022. објавили су верзију своје песме за Дан заљубљених под називом „Give That Wolf a Romantic Banana“.
Они ће бити други маскирани музичари који ће наступити на Песми Евровизије, а такође и први маскирани музичари на такмичењу у последњих 15 година, после бенда Lordi 2006.

## Дискографија

### Синглови
| Наслов | Година | Највиша позиција на топ-листи | Највиша позиција на топ-листи | Највиша позиција на топ-листи | Највиша позиција на топ-листи | Највиша позиција на топ-листи | Највиша позиција на топ-листи | Албум               |
| Наслов | Година | НОР                           | ИРЛ                           | ЛИТ                           | ХОЛ                           | ШВЕ                           | УК                            | Албум               |
| ------ | ------ | ----------------------------- | ----------------------------- | ----------------------------- | ----------------------------- | ----------------------------- | ----------------------------- | ------------------- |
| [ 12 ] | 2022.  | 4                             | 59                            | 10                            | 54                            | 13                            | 47                            | синглови без албума |
| [ 13 ] | 2022.  | —                             | —                             | —                             | —                             | —                             | —                             | синглови без албума |
| [ 14 ] | 2022.  | —                             | —                             | —                             | —                             | —                             | —                             | синглови без албума |
|        | 2022.  | —                             | —                             | —                             | —                             | —                             | —                             | синглови без албума |
|        | 2022.  | —                             | —                             | —                             | —                             | —                             | —                             | синглови без албума |
|        | 2023.  | —                             | —                             | —                             | —                             | —                             | —                             | синглови без албума |